# Юлдашев, Руслан Бахтиярович
Русла́н Бахтия́рович Юлда́шев (род. 17 августа 1990, Жигулёвск) — российский боксёр, представитель полусредней весовой категории. Выступал за национальную сборную России в первой половине 2010-х годов, бронзовый призёр чемпионата России, победитель и призёр турниров международного значения. На соревнованиях представлял Самарскую область, мастер спорта России.

## Биография
Руслан Юлдашев родился 17 августа 1990 года в городе Жигулёвске Самарской области. Активно заниматься боксом начал в возрасте десяти лет в 2000 году, проходил подготовку в жигулёвской Специализированной детско-юношеской спортивной школе олимпийского резерва под руководством заслуженного тренера РСФСР Владимира Ильича Якушина. На соревнованиях выступал за Российский студенческий спортивный союз.
В 2007 году выступил на чемпионате России среди юниоров в Саратове, однако попасть здесь в число призёров не смог, выбыл из борьбы за медали уже на предварительном этапе. В 2009 году вышел на взрослый уровень и принял участие в национальном первенстве в Ростове-на-Дону, где дошёл до стадии 1/16 финала. На чемпионате России 2011 года в Уфе был остановлен в 1/8 финала. В этот период неоднократно становился чемпионом и призёром первенств Приволжского федерального округа.
Первого серьёзного успеха на всероссийском уровне Юлдашев добился в сезоне 2013 года, когда на чемпионате страны в Хабаровске в зачёте полусредней весовой категории сумел дойти до стадии полуфиналов и завоевал тем самым награду бронзового достоинства, уступив только представителю Чечни Исламу Эдисултанову.
В 2014 году Руслан Юлдашев вошёл в состав российской национальной сборной и побыл на нескольких крупных международных турнирах, в том числе боксировал на мемориальном турнире «Странджа» в Болгарии, на Химическом кубке в Германии (бронзовый призёр), на мемориальном турнире Тайманова и Утемиссова в Казахстане. В сентябре 2014 завоевал серебряную медаль на чемпионате Мира среди студентов в Якутске, уступив в финале, раздельным решением судей, будущему бронзовому призеру Олимпийских игр в Рио де Жанейро  2016. Последний раз выступал на всероссийском уровне в сезоне 2015 года, когда принял участие в чемпионате России в Самаре, потерпев поражение уже в 1/16 финала. Мастер спорта России.
В 2019—2025 годах начальник отдела физкультуры и спорта управления социального развития г. Жигулевск. С 2025 года руководитель управления физкультуры и спорта г. Тольятти.